# Алтынсарино (Костанайский район)
Алтынсарино (каз. Алтынсарин) — село в Костанайском районе Костанайской области Казахстана. Входит в состав Мичуринского сельского округа. Код КАТО — 395451200.

## Население
В 1999 году население села составляло 808 человек (388 мужчин и 420 женщин). По данным переписи 2009 года, в селе проживало 1019 человек (499 мужчин и 520 женщин).